# Hypocaccus kidpaddlei
Hypocaccus kidpaddlei är en skalbaggsart som beskrevs av Yves Gomy 2008. Hypocaccus kidpaddlei ingår i släktet Hypocaccus och familjen stumpbaggar. Inga underarter finns listade i Catalogue of Life.